# Убийства на озере Бодом
Убийство на озере Бодом — убийство, произошедшее в Финляндии в 1960 году у озера Бодом, расположенного около города Эспоо в 17 км от Хельсинки.

## Убийства
4 июня 1960 года четверо подростков пошли в поход к озеру Бодом. В ночь на 5 июня неизвестный преступник убил троих из них ножом и ранил четвёртого. Выживший, Нильс Вильгельм Густафссон, после случившегося жил нормальной жизнью, пока в 2004 году его не обвинили в убийстве своих друзей. В октябре 2005 года окружной суд оправдал Густафссона по всем пунктам обвинения.
Убийства встревожили всю финскую общественность, а сюжеты о них стали популярны в средствах массовой информации в Финляндии, и в дальнейшем любая новая информация или гипотеза по данному делу привлекала большое внимание. Так, мелодик-дэт-метал группа Children of Bodom (называвшаяся до этого Inearthed) из города Эспоо взяла себе имя на основе этой истории, а также посвятила ей несколько песен.
Это было третьим резонансным убийством (наряду с делом Кюллики Саари) в Финляндии с 1953 года.

## Жертвы
| № | Имя                        | Пол | Возраст на момент происшествия | Примечания                                                                                 |
| - | -------------------------- | --- | ------------------------------ | ------------------------------------------------------------------------------------------ |
| 1 | Майла Ирмели Бьорклунд     | Ж   | 15 лет                         |                                                                                            |
| 2 | Анья Тууликки Мяки         | Ж   | 15 лет                         |                                                                                            |
| 3 | Сеппо Антеро Бойсман       | М   | 18 лет                         |                                                                                            |
| 4 | Нильс Вильгельм Густафссон | М   | 18 лет                         | Единственный выживший, арестован в 2004 по подозрению в убийстве, оправдан в октябре 2005. |

## Гипотезы
Одним из главных подозреваемых долгое время был Карл Гуллстрём, владелец киоска близ озера. Он был известен своей нелюбовью к туристам и агрессивным поведением. Он утонул в Бодомском озере в 1969 году (до сих пор неясно, было ли это несчастным случаем или самоубийством). Некоторые его соседи утверждают, что он признался перед смертью в убийствах.
В 2003 году профессор Йорма Пало опубликовал книгу, в которой выдвинул свою гипотезу об этих убийствах. В 1960 году Пало работал доктором в ближайшей больнице. Через небольшой промежуток времени после убийства он лечил в госпитале раны высокому подозрительному мужчине. Мужчина был немцем по имени Ханс Ассманн и якобы являлся агентом Восточной Германии. В версии Пало имелся недостаток в доказательствах и некоторая путаница. Полиция отвергла данную версию и заявила, что у Ассманна было железное алиби. В 1997 году (незадолго до смерти) Ассманн якобы признался в убийствах финскому журналисту.

## Арест Нильса Густафссона
В конце марта 2004 года, почти через 44 года после убийства, Нильс Густафссон был арестован полицией по подозрению в данном деле. В начале 2005 года финское федеральное бюро расследований (Keskusrikospoliisi, KRP) заявило, что арест был произведён после того, как были проведены новые анализы пятен крови. В соответствии с официальным заявлением, выживший Нильс Густафссон сильно ревновал одного из подростков, Ирмели Бьорклунг, его новую девушку. На теле Ирмели было множество ран, нанесённых уже после её смерти, тогда как двое других были убиты с меньшей жестокостью. Раны Густафссона были менее серьёзными.
Суд начался 4 августа 2005 года. Подсудимый обвинялся в тройном убийстве. Основной аргумент был тот, что повторный анализ старых улик с применением новых технологий, таких как анализ ДНК, усилил подозрение в том, что Густафссон виновен. Защита утверждала, что убийства были совершены одним или несколькими посторонними лицами и Густафссону тоже были нанесены увечья, и с такими увечьями он не смог бы завершить такое грязное дело. 7 октября Густафссон был оправдан.
После оправдания правительство Финляндии выплатило ему 44 900 евро за моральный вред.

## В массовой культуре
- Финская мелодик-дэт-метал группа Children of Bodom взяла себе имя на основе случая, произошедшего на этом озере. Также участников группы иногда можно было встретить отдыхающими на территории озера.
- На событиях этого убийства основан финский фильм ужасов «Озеро Бодом»[фин.], вышедший в 2016 году.